# Ghulāt
Ghulāt (arabe : غُلاة « ceux qui exagèrent; extrémistes ») est le nom donné, dans l'islam,  à « ceux qui exagèrent » le culte de Ali ibn Abi Talib ou du prophète Mahomet, allant parfois jusqu'à en faire des personnages divins.

## Étymologie
Le mot vient de la racine ghayn - lâm - 'alif qui donne l'idée d'augmenter, de renchérir ou devenir cher, et il dérive du substantif arabe : غُلُوّ (ghulûû ou ghuluww), « exagération, outrance »,. Par ailleurs, ghulat mot s'utilise dans l'expression arabe : غُلاة الشِيعة (ghulât ash-shî'a), « shiites extrémistes ». 

## Conceptions desghulat
Les ghulât sont donc ceux qui  vont trop loin dans le culte d'Ali, tendant même à le diviniser, en s'appuyant sur l'idée que Dieu s'est incarné (arabe: ḥulûl), si bien qu'ils vénèrent une trinité formé de Allah, Mahomet et Ali. Le terme est utilisé par les musulmans chiites des courants majoritaires (chiites duodécimains, ismaélisme, zaydisme) pour décrire les groupes musulmans minoritaires chiites qui adoptent de telles croyances (alaouites, kaysanites, alévis, hurufistes) et qui, du point de vue de la majorité « exagèrent ». On leur reproche souvent le statut qu'ils accordent à certains saints ou membres de la famille de Mahomet (en particulier Ali). Ces groupes seraient aussi allés trop loin dans l'attribution de la divinité à une personne, jusqu'au point, interdit en islam, de l'associer à Dieu.
Parmi leurs croyances rejetées par l'orthodoxie, on trouve la métempsychose, par exemple chez les Druzes. Ce type de croyance tend à distinguer dans la communauté des croyants des initiés et des non-initiés, les premiers gardant soigneusement leurs connaissances et ne les transmettant qu'à des initiés, tandis que les seconds restent largement ignorants de la doctrine et ne connaissent que la pratique d'un culte minimum.
Ces éléments vont évidemment à l'encontre du dogme fondamental dans l'islam de l'unicité de Dieu (tawhid). À quoi s'ajoute le fait que les adhérents de ces sectes se fondent souvent sur une interprétation ésotérique (bâtin), laissant de côté le sens apparent ou exotérique (zâhir) du Coran.

## Liste des sectes
Le terme a également désigné d'autres sectes chiites disparues. On peut citer parmi elles: 
- Bazighisme
- Dhammisme
- Ghurabisme
- Nuqtavisme
- Bayanisme
- Harbisme
- Riyahisme
- Janahisme
- Mughirisme
- Ya’furisme